# Лиха (річка)
Лиха — річка у Ростовській області РФ, права притока Сіверського Дінця (сточище Дону). Довжина 69 км, площа басейну 738 км².

## Опис
Бере початок у 2,8 км на південь від станції Замчалово, у верхів'ї отримує стічні води з водовідливів Лиховської й Замчаловської копалень. У верхів'ях Лиха — глибока й широка балка з м'яко виробленими схилами, майже без виходів каменю. Схили її місцями вінчаються виступами піщаних й вапняних порід. Вербові гаї, невеликі хутори, рідко розкидані будови шахт — мало урізноманітнюють цю долину. Води небагато, але місцями вона затримана невисокими греблями у ставках. 
Лиха — тип давньої балки, відчула неодноразове постаріння й омолодження. Ґрунт її схилів строкатий й тому різноманітний рослинний покрив. Місцями виступає кам'яна розсип, місцями червоніє гола глина. Солонцюваті простори заросли сизим полином, місцями жовтіють пучки тирси. В глибині балки на намитому зі схилів потужному шарі чорнозему — пишна рослинність, але в загальному вигляд за долиною Лихої є непривітним.
У верхній течії річка дуже звивиста, особливо між хуторами Таціним й Богураєвим; у середній течії вона прямолінійна, а в нижній — знову звивиста. Річка в загальному маловодна й неглибока; однак, є, особливо в нижній течії, великі плеса з глибинами до 6 м.

## Притоки
Її бічні балки-притоки невеликі за розмірами та неглибокі.
- Мечетна